# Kineococcus radiotolerans
Espèce
Kineococcus radiotolerans (KR) est une espèce de bactéries, aérobie, Cocci Gram positive. C'est une polyextrémophile, notamment radiorésistante et xérophile.
Elle a été découverte aux États-Unis en 1996 au Savannah River National Laboratory (SRNL) dans les cuves de déchets radioactifs (Phillips et al., 2002).
KR résiste remarquablement à la radioactivité, quasiment aussi bien que Deinococcus radiodurans. La taille de populations de KR exposées à des rayonnements de 3,5 kGy n'a pas montré plus de 1 log de différence en termes de survie comparé à des populations de Deinococcus radiodurans.
Elle résiste également aux rayonnements ultraviolets et la dessiccation prolongée. On l'a retrouvée dans le désert de Mojave (Garrity and Searles, 1998) et dans des échantillons d'air provenant du nord des Caraïbes et provenant de l'Afrique (Griffin et al., 2003), suggérant que Kineococcus peut survivre dans des environnements particulièrement arides. Des expériences comparant sa résistance à la dessiccation versus E.Coli et D.radiodurans ont montré une résistance bien meilleure que E.Coli et légèrement moins bonne que le Deinococcus.
À l'inverse d'autres bactéries radiorésistantes telles que D.radiodurans, KR résiste aussi aux substances chimiques toxiques. Elle serait ainsi capable de décomposer des herbicides, des solvants industriels, des composés chlorés et d'autres substances hautement toxiques, tout en évoluant dans un environnement radioactif.
K. radiotolerans est capable de survivre grâce à de puissants mécanismes de réparation chromosomiques, comparables à ceux de radiodurans. Son génome est actuellement étudié au Department of Energy's DOE Joint Genome Institute.
Les capacités extraordinaires de KR en termes de radiorésistance et de dépollution lui laissent entrevoir un grand rôle dans le nettoyage des déchets nucléaires.